# Pezoporikos Larnaca
El Pezoporikos Club Larnaca (en griego: Πεζοπορικός Όμιλος Λάρνακας, Pezoporikos Omilos Larnakas) fue un equipo de fútbol de Chipre que jugó alguna vez en la Primera División de Chipre, la liga de fútbol más importante del país.

## Historia
Fue fundado en el año 1927 en la ciudad de Larnaca, uniéndose al campeonato nacional de Chipre 11 años después. Cuenta con equipos en baloncesto y voleibol. Fue campeón de Liga en 2 ocasiones con 8 subcampeonatos, 1 título de Copa en 8 finales jugadas y 2 veces finalista de Supercopa.
A nivel internacional participó en 8 torneos continentales, en los cuales jamás avanzó de la Primera Ronda.
En el año 1994, el equipo desapareció tras fusionarse con el EPA Larnaca para formar al AEK Larnaca.

## Palmarés
Torneos nacionales: (3)
- Primera División de Chipre: 2

1954, 1988
- - Subcampeón: 8

1940, 1953, 1955, 1957, 1958, 1970, 1974, 1982
- Copa de Chipre: 1

1970
- - Finalista: 7

1940, 1952, 1954, 1955, 1972, 1973, 1984
- Supercopa de Chipre: 0
  - Finalista: 2

1954, 1988

## Participación en competiciones de la UEFA
| Temporada | Torneo                | Ronda | Club            | Casa | Visita | Global |
| --------- | --------------------- | ----- | --------------- | ---- | ------ | ------ |
| 1970/71   | UEFA Cup Winners' Cup | 1     | Cardiff City FC | 0-0  | 0-8    | 0-8    |
| 1972/73   | UEFA Cup Winners' Cup | 1     | Cork Hibernians | 1-2  | 1-4    | 2-6    |
| 1973/74   | UEFA Cup Winners' Cup | 1     | Malmö FF        | 0-0  | 0-11   | 0-11   |
| 1974/75   | UEFA Cup              | 1     | FK Dukla Praga  | w.o. | w.o.   | w.o.   |
| 1978/79   | UEFA Cup              | 1     | Slask Wroclaw   | 2-2  | 1-5    | 3-7    |
| 1980/81   | UEFA Cup              | 1     | VfB Stuttgart   | 1-4  | 0-6    | 1-10   |
| 1982/83   | UEFA Cup              | 1     | FC Zürich       | 2-2  | 0-1    | 2-3    |
| 1988/89   | Copa Europea          | 1     | IFK Göteborg    | 1-2  | 1-5    | 2-7    |

## Jugadores

### Jugadores destacados
- Jim McSherry (1983–84)
- Ian Alexander (1985–86)
- Spiros Livathinos (1986–88)
- Stavros Papadopoulos (1980–81)
- Neophytos Larkou (1987–94)
- Uwe Bialon (1987–94)